# Sachio Yoshioka
Sachio Yoshioka (jap. 吉岡 幸雄 Yoshioka Sachio; ur. 2 kwietnia 1946 w Kioto, zm. 30 września 2019 w Kasugai) – japoński tkacz i farbiarz tkanin, właściciel farbiarni Somenotsukasa Yoshioka piątego pokolenia i założyciel wydawnictwa Shinkōsha.
Przywracając starożytne techniki farbowania, był zaangażowany w restaurację dóbr kultury, takich jak Yakushi-ji i Tōdai-ji, a także aktywnie pracował nad pisaniem i wykładami.
W 1991 roku otrzymał nagrodę Kimono Culture Award, natomiast w 2010 roku – nagrodę Kikuchi-kan.

## Życiorys
W 1971 roku ukończył studia na wydziale literatury uniwersytetu Waseda. Dwa lata później założył wydawnictwo Shinkōsha. W 1988 roku został właścicielem farbiarni Somenotsukasa Yoshioka w piątym pokoleniu.
W 1993 roku wyprodukował odzież dla świątyń Yakushi-ji i Tōdai-ji, zaś w 2001 roku brał udział w pracach restauratorskich Choshi Karifumi Nishiki, natomiast rok później – Shirasagi.
Zmarł 30 września 2019 w Kasugai, w wieku 73 lat.

## Twórczość
- Nihon no iro jiten (jap. 日本の色辞典) – Shinkōsha
- Shizen no iro o someru (jap. 自然の色を染める) – Shinkōsha
- Iro no rekishi techō (jap. 色の歴史手帖) – PHP Institute
- Some to o no rekishi techō (jap. 染と織の歴史手帖) – PHP Institute
- Kyōto shikisai kikō (jap. 京都色彩紀行) – PHP Institute
- Kazumi no hyaku-shoku (jap. 和みの百色) – PHP Institute
- Nihon no iro o someru (jap. 日本の色を染める) – Iwanami Shoten
- Nihon no iro o aruku (jap. 日本の色を歩く) – Heibonsha Shinshō
- Nihon-jin no ai shita iro (jap. 日本人の愛した色) – Shinchō Sensho